# Мише Кръстев
Михаил (Мише) Кръстев е български революционер, деец на Вътрешната македоно-одринска революционна организация.

## Биография
Роден е в 1882 година в село Полаки, Кочанско, тогава в Османската империя, днес в Северна Македония. Завършва II клас и се занимава с манифактура. При избухването на Балканската война в 1912 година е доброволец в Македоно-одринското опълчение на Българската армия и служи в партизански взвод № 35 на МОО на Симеон Георгиев и в 1-ва рота на 7-а кумановска дружина.
След като родният му край попада в Сърбия след Междусъюзническата война, Хаджиандонов развива революционна дейност и в 1915 година е войвода в Кочанско.
| Кочанска чета на Мише Кръстев и Христо Хаджиандонов, 24 юли 1915 година | Кочанска чета на Мише Кръстев и Христо Хаджиандонов, 24 юли 1915 година | Кочанска чета на Мише Кръстев и Христо Хаджиандонов, 24 юли 1915 година | Кочанска чета на Мише Кръстев и Христо Хаджиандонов, 24 юли 1915 година | Кочанска чета на Мише Кръстев и Христо Хаджиандонов, 24 юли 1915 година |
| Номер                                                                   | Име                                                                     | Селище                                                                  | Околия                                                                  | Забележка                                                               |
| ----------------------------------------------------------------------- | ----------------------------------------------------------------------- | ----------------------------------------------------------------------- | ----------------------------------------------------------------------- | ----------------------------------------------------------------------- |
| 1.                                                                      | Христо Хаджиандонов                                                     | Кочани                                                                  | Кочанско                                                                |                                                                         |
| 2.                                                                      | Мише Кръстев                                                            | Полаки                                                                  | Кочанско                                                                |                                                                         |
| 3.                                                                      | Стоян Трайчов                                                           | Тракане                                                                 | Кочанско                                                                |                                                                         |
| 4.                                                                      | Йордан Мишов                                                            | Чифлик                                                                  | Кочанско                                                                |                                                                         |
| 5.                                                                      | Шабан Шакиров                                                           | Облешево                                                                | Кочанско                                                                |                                                                         |
| 6.                                                                      | Лазо Мишов                                                              | Умин дол                                                                | Кумановско                                                              |                                                                         |
| 7.                                                                      | Стефан Наков                                                            | Пантелей                                                                | Кочанско                                                                |                                                                         |
| 8.                                                                      | Ефтим Ташов                                                             | Нивичани                                                                | Кочанско                                                                |                                                                         |
| 9.                                                                      | Серафим Арсов                                                           | Кучичино                                                                | Кочанско                                                                |                                                                         |